# 斉次函数
数学における斉次函数（せいじかんすう、英: homogeneous function）は、拡大縮小に関して「引数に因数が掛かれば値にその因子の適当な冪が掛かる」という乗法的な振る舞いをする函数をいう。よりはっきり書けば、体 F 上の二つのベクトル空間 V, W の間の写像 ƒ: V → W と整数 k に対して、写像 ƒ が斉 k-次（斉次次数 k）であるまたは k-次の斉次性を持つとは、
{\displaystyle f(\alpha \mathbf {v} )=\alpha ^{k}f(\mathbf {v} )}
を任意の零でないスカラー α ∈ F とベクトル v ∈ V に対して満たすことをいう。扱うベクトル空間が実係数の場合には、斉次性をもう少し一般にして、任意の α > 0 に対して上式を満たすことのみを仮定する場合も多い。
斉次函数はベクトル空間から原点を取り去ったものの上で定義することもでき、この事実は代数幾何学において射影空間上の層の定義において用いられている。より一般に、S ⊂ V が体の元によるスカラー乗法で不変な部分空間（「錐」）であるとき、S から W への斉次函数がやはり同じ式で定義できる。

## 例示

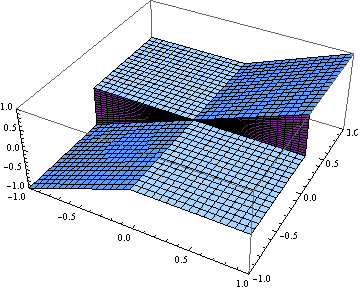
この例のように、斉次函数は必ずしも連続函数ではない。この f は
で定義される函数である。この函数は斉 1-次、即ち f(α(x,y)) = αf(x,y) を任意の実数 α および x, y に対して満たす。この函数は y = 0 において不連続である。

### 線型写像
任意の線型写像 ƒ: V → W は定義に云う線型性
{\displaystyle f(\alpha \mathbf {v} )=\alpha f(\mathbf {v} )\quad (\alpha \in F,v\in V)}
によって次数 1 の斉次性を持つ。同様に、多重線型写像 ƒ: V1 × V2 × … × Vn → W は重線型性の定義により
{\displaystyle f(\alpha (\mathbf {v} _{1},\ldots ,\mathbf {v} _{n}))=f(\alpha \mathbf {v} _{1},\ldots ,\alpha \mathbf {v} _{n})=\alpha ^{n}f(\mathbf {v} _{1},\ldots ,\mathbf {v} _{n})}
を満たすから、斉次次数 n の斉次函数である。ここから、二つのバナッハ空間 X と Y の間の函数ƒ: X → Y の n次-ガトー微分が斉 n次であることが従う。

### 斉次多項式
n-変数の単項式は斉次函数 ƒ: Fn → F を定める。例えば
{\displaystyle f(x,y,z)=x^{5}y^{2}z^{3}}
が次数 10 の斉次函数であることは
{\displaystyle f(\alpha (x,y,z))=f(\alpha x,\alpha y,\alpha z)=(\alpha x)^{5}(\alpha y)^{2}(\alpha z)^{3}=\alpha ^{10}x^{5}y^{2}z^{3}=\alpha ^{10}f(x,y,z)}
からわかる。単項式の（斉次）次数は各変数の冪指数の総和に等しい（今の例だと 10=5+2+3）。
斉次多項式は同じ次数の単項式の和として得られるものを言う。例えば
{\displaystyle x^{5}+2x^{3}y^{2}+9xy^{4}}
は 5-次の斉次多項式である。斉次多項式もまた斉次函数を定める。

### 偏極化
ベクトル空間 V の n-次デカルト冪から係数体 F への多重線型写像 g: V × V × … × V → F に対して、対角集合上での評価
{\displaystyle f(v)=g(v,v,\dots ,v)}
によって斉次函数 ƒ: V → F が生じる。得られた函数 ƒ はベクトル空間 V 上の多項式函数である。逆に、係数体 F が標数 0 ならば、V 上の斉 n-次の多項式　ƒ が与えられたとき、ƒ の極化は V の n-次デカルト冪上の多重線型写像 g: V × V × ... V → F になる。ただし、極化とは
{\displaystyle g(v_{1},v_{2},\dots ,v_{n})={\frac {1}{n!}}{\frac {\partial }{\partial t_{1}}}{\frac {\partial }{\partial t_{2}}}\cdots {\frac {\partial }{\partial t_{n}}}f(t_{1}v_{1}+\cdots +t_{n}v_{n})}
で与えられるものを言う。これら二つの構成法は、一方は多重線型写像から斉次多項式を作るもので、他方は斉次多項式から多重線型写像を作るものだが、互いに逆の操作になっている。有限次元の場合、これを用いて V∗ の対称代数 S(V) から V 上の斉次多項式環 F[V] への次数付き線型空間の同型が示される。

### 斉次有理函数
二つの斉次多項式の比として表される有理函数は、分母の零点の軌跡によって切り取られるアフィン錐上の斉次函数になる。そして、f が斉次次数 m で g の斉次次数が n とすれば、有理函数  f/g の斉次次数は g が 0 となる点を除いて m − n になる。

## 斉次でない例

### 対数函数
自然対数函数 ln(x) は拡大縮小に関して加法的に振る舞うため斉次函数ではない。
これを見るには、例えば
{\displaystyle {\begin{aligned}\ln(5x)&=\ln(5)+\ln(x),\\\ln(10x)&=\ln(10)+\ln(x),\\\ln(15x)&=\ln(15)+\ln(x)\end{aligned}}}
などから、ln(αx) = αkln(x) なる k が存在しないことがわかる。

### 一次函数
一般に一次函数（例えば函数 f(x) = x + 5）は乗法的に拡大縮小しない。

## 正斉次性
実線型空間に関する特別の場合に、上で述べたような斉次性の代わりに、正斉次性 (positive homogeneity) の概念がしばしば重要な役割を果たす。函数 ƒ: V ∖ {0} → R が正値斉 k -次であるとは
{\displaystyle f(\alpha x)=\alpha ^{k}f(x)}
を任意の正数 α > 0 に対して満たすことをいう。ここで k は任意の複素数としてよい。Rn ∖ {0} 上の（零写像でない）正斉 k-次連続函数は、Re{k} > 0 を満たすとき、かつそのときに限り Rn まで連続的に延長できる。
正斉次函数はオイラーの斉次函数定理によって特徴づけられる。函数 ƒ: Rn ∖ {0} → R は連続的微分可能であるものとすると、 ƒ が k-次の正斉次性を持つための必要十分条件は
{\displaystyle \mathbf {x} \cdot \nabla f(\mathbf {x} )=kf(\mathbf {x} )}
を満たすことである。この結果は、方程式 ƒ(αy) = αkƒ(y) の両辺を α に関して同時に微分し、連鎖律を適用することにより得られる。逆もまた積分により成立が確かめられる。
この帰結として、ƒ: Rn → R が可微分かつ斉 k-次であるものとすると、各一階偏導函数 ∂f/∂xi は次数 k − 1 の斉次性を持つ。このことは、作用素 x · ∇ と偏微分との交換性により、先のオイラーの定理から得られる。

## 斉次超函数
Rn 上のコンパクト台つき連続函数 ƒ が斉 k-次であるための必要十分条件は
{\displaystyle \int _{\mathbb {R} ^{n}}f(tx)\varphi (x)\,dx=t^{k}\int _{\mathbb {R} ^{n}}f(x)\varphi (x)\,dx}
が任意のコンパクト台試験函数 φ と非零実数 t に対して満たすことである。同じことだが、変数変換 y = tx を行えば、ƒ が斉 k-次であるための必要十分条件は
{\displaystyle t^{-n}\int _{\mathbb {R} ^{n}}f(y)\varphi (y/t)\,dy=t^{k}\int _{\mathbb {R} ^{n}}f(y)\varphi (y)\,dy}
を任意の t と試験函数 φ について満たすことと言い直せる。こうすればシュヴァルツ超函数の斉次性を定義するのに利用できる。即ち、シュヴァルツ超函数 S が斉 k-次であるとは
{\displaystyle t^{-n}\langle S,\varphi \circ \mu _{t}\rangle =t^{k}\langle S,\varphi \rangle }
を任意の非零実数 t と試験函数 φ に対して満たすことを言う。ここに、山括弧 ⟨⟩ はシュヴァルツ超函数と試験函数の間の双対性内積を表し、また μt: Rn → Rn は実数 t によるスカラー乗法作用素を表す。

## 同次形微分方程式
I および J が同じ次数の斉次函数であるとき、常微分方程式
{\displaystyle I(x,y){\frac {dy}{dx}}+J(x,y)=0}
は v = y/x なる置換によって、変数分離形常微分方程式
{\displaystyle x{\frac {dv}{dx}}=-{\frac {J(1,v)}{I(1,v)}}-v}
に変換される。